# Telewizja Lokalna (Tarnobrzeg)
Telewizja Lokalna (TVL) – tarnobrzeska telewizja o profilu lokalnym. Nadaje swój program w telewizji kablowej Tarnobrzeskiej Spółdzielni Mieszkaniowej. Koncesja KRRiTv przyznana została 21 grudnia 2012 r. Programy przygotowuje firma Wojciecha Kozieła Video Studio „WojMar”, świadcząca usługi dla nowo powstałej stacji. Telewizja powstała w związku z zaprzestaniem transmisji programu Miejskiej Telewizji Tarnobrzeg (MTvT).

## Audycje
- Wydarzenia
- Wydarzenia sportowe
- Okiem reportera
- Pytać wprost
- Szwendając się po mieście
- Twoja sprawa